# 구글 핏
구글 핏(Google Fit)은 구글이 안드로이드 운영체제, 웨어 OS 및 iOS용으로 개발한 건강 추적 플랫폼이다. 여러 앱 및 장치에서 데이터를 혼합하는 단일 API 세트이다. 구글 핏은 사용자의 활동 추적기 또는 모바일 장치에 있는 센서를 사용하여 걷기, 자전거 타기 등 피트니스 활동을 기록하고, 이 활동은 사용자의 피트니스 목표와 비교하여 피트니스에 대한 포괄적인 시각을 제공한다.

## 역사
구글 핏은 2014년 6월 25일 구글 I/O 콘퍼런스에서 발표되었다. 구글 핏용 소프트웨어 개발 키트는 2014년 8월 7일에 출시되었다. 핏은 2014년 10월 28일에 일반에 공개되었다.
2018년 8월, 구글은 미국심장협회와 세계보건기구의 활동 권장 사항을 기반으로 활동 목표를 추가하는 안드로이드 핏 플랫폼 개편을 발표했다. 이 업데이트는 핏이 걷기 이외의 활동에 대한 측정 항목을 더 잘 제공하고 사용자가 반드시 체육관에 가지 않아도 심박수를 높이는 활동에 참여하도록 장려하기 위한 것이다.
2019년 4월, 구글은 안드로이드와 유사한 경험을 제공하는 iOS용 구글 핏을 발표했다. iOS용 구글 핏은 애플 건강, 나이키, 헤드스페이스 또는 애플 워치나 웨어 OS 스마트워치와 같이 사용자의 장치에 연결된 기기를 사용했다. 2019년 8월, 구글은 다크 테마, 수면 인사이트 및 운동 지도 기능 출시를 발표했다.
2020년 4월, 구글은 구글 핏을 재설계했다. 2020년 11월, 구글 핏은 iOS 14 위젯을 추가했다.
2021년 2월, 구글은 픽셀 5의 카메라를 사용하여 심박수 및 호흡 측정을 하는 구글 핏의 픽셀 5 전용 기능을 발표했다. 2021년 6월, 구글은 페이싱 워킹 지원을 발표했다.
2022년, 구글은 핏비트와 헬스 커넥트 API를 인수하는 대신 구글 핏 지원을 중단하기 시작했다. 구글은 구글 핏 API가 2026년에 종료될 것이라고 밝혔다.

## 기능
구글 핏은 앱 및 장치 제조업체가 안드로이드 및 기타 장치(웨어러블, 심박수 모니터 또는 연결된 체중계 등)의 피트니스 앱 및 센서에서 활동 데이터를 저장하고 액세스할 수 있는 단일 API 세트를 제공한다. 사용자는 자신의 피트니스 데이터가 누구와 공유되는지 선택할 수 있으며 언제든지 이 정보를 삭제할 수 있다.

## 같이 보기
- AllTrails
- 애플 건강
- 삼성 헬스
- MSN 헬스 & 피트니스
- Runkeeper
- 스트라바